# Ferrocarriles de la Generalidad de Cataluña
Ferrocarriles de la Generalidad de Cataluña o FGC (en catalán y oficialmente, Ferrocarrils de la Generalitat de Catalunya) es una compañía de ferrocarril española propiedad de la Generalidad de Cataluña, que opera varios corredores ferroviarios y agencias de viaje en Cataluña (España). En total la compañía opera 140 km de vía estrecha (1000 mm), 42 km de vía estándar (1435 mm) en la provincia de Barcelona y 89 km de vía de ancho ibérico (1668 mm) en la provincia de Lérida y los Pirineos, dos trenes cremallera y varios funiculares, así como varias estaciones de esquí y complejos deportivos de nieve.

## Historia
El tren de Sarriá, hoy parte de la línea Barcelona-Vallés, se inauguró en 1863, siendo el primer ferrocarril urbano construido en España y el segundo del mundo (después del metro de Londres). Se trataba de una pequeña línea de 4,6 km de longitud, construida en ancho ibérico de 1672 mm, respetando la Real Orden de 1844 y la ley ferroviaria de 1855 que habían forzado a usar esto ancho de vía. En 1905 la línea se electrificó y fue convertida en ancho internacional. En los años siguientes la línea fue extendida hasta San Cugat del Vallés (1917), Tarrasa (1919) y Sabadell (1922); fue enterrada entre plaza de Cataluña hasta Muntaner y más allá a partir del 1929. En los años 50 se inauguró el ramal en Gracia.
La línea Llobregat-Noya, en ancho métrico tiene sus orígenes en los últimos años del siglo XIX y los primeros del siglo XX, para conectar Manresa y Guardiola (1881), Martorell e Igualada (1893) y Barcelona y Martorell (1912). Esta línea fue construida en ancho métrico (y por eso conocida como "carrilet"), respetando una nueva ley ferroviaria de 1877 que permitía construir con un ancho inferior por hacer llegar el ferrocarril a aquellas zonas para cuya orografía el ancho ibérico resultaba ruinoso.
Hasta el 1919 las líneas fueron explotadas por empresas distintas, hasta que estas se unieron bajo el nombre de Compañía General de Ferrocarriles Catalanes (CGFC) que explotó las líneas con diversa fortuna hasta 1977. Debido a una situación económica precaria en 1978 la Generalidad de Cataluña tomó el control: Ferrocarrils de la Generalitat de Catalunya (FGC) se constituyó en 1979 para gestionar la explotación de estas líneas y el funicular de Vallvidrera. FGC explota a partir de 2005 también la línea Lérida-La Puebla de Segur.

## Líneas que opera
| Línea | Nombres comerciales                | Servicios                          | Ancho (mm) | Inauguración | Cambio de compañía / Restauración / Cambio de nomenclatura | Tipo           | Longitud (km) |
| --- | ---------------------------------- | ---------------------------------- | ---------- | ------------ | ---------------------------------------------------------- | -------------- | ------------- |
| Línea Barcelona-Vallés |                                    |                                    |            |              |                                                            |                |               |
| Línea de Balmes |                                    |                                    |            |              |                                                            |                |               |
| | 1435                               | 18632                              | 19796      | Metro        | 4,0                                                        |                |               |
| Metro del Vallés | 1435                               | 18632                              | 19796      |              |                                                            |                |               |
| | 1435                               | 18632                              | 19796      | Metro        | 4,6                                                        |                |               |
| | 1435                               | 18632                              | 19796      | Metro        | 0,6                                                        |                |               |
| | 1435                               | 18632                              | 19796      | Suburbano    | 33,2                                                       |                |               |
| | 1435                               | 18632                              | 19796      | Suburbano    | 29,7                                                       |                |               |
| Línea Llobregat-Noya |                                    |                                    | 19796      |              |                                                            |                |               |
| Metro del Baix Llobregat |                                    |                                    | 19796      |              |                                                            |                |               |
| | 1000                               | 19123                              | 19796      | Metro        | 11,8                                                       |                |               |
| | 1000                               | 19123                              | 19796      | Suburbano    |                                                            |                |               |
| | 1000                               | 19123                              | 19796      |              |                                                            |                |               |
| | 1000                               | 19123                              | 19796      |              |                                                            |                |               |
| | 1000                               | 19123                              | 19796      |              |                                                            |                |               |
| M.C. del Bages | 1000                               |                                    | 19796      | 19244        | Cercanías                                                  |                |               |
| M.C. de l'Anoia | 1000                               |                                    | 19796      | 18925        | Cercanías                                                  |                |               |
| Línea Lérida-La Puebla de Segur | Balaguer                           | Balaguer                           | 1668       | 1924         | 2016                                                       | Suburbano      | 26,1          |
| Línea Lérida-La Puebla de Segur | Puebla de Segur                    | Puebla de Segur                    | 1668       | 1924         | 2016                                                       | Cercanías      | 89,35         |
| Línea Lérida-Manresa | Pendiente                          | Pendiente                          | 1668       | 1860         | 2024                                                       | Suburbano      | 56,5          |
| Línea Lérida-Manresa | Pendiente                          | Pendiente                          | 1668       | 1860         | 2024                                                       | Cercanías      | 118,1         |
| Cremallera de Montserrat | Cremallera de Montserrat           | Cremallera de Montserrat           | 1000       | 1892         | 2003                                                       | Cremallera     | 5,24          |
| Funicular de La Santa Cova | Funicular de La Santa Cova         | Funicular de La Santa Cova         | 1000       | 1929         | 2001                                                       | Funicular      | 0,26          |
| Funicular de San Juan | Funicular de San Juan              | Funicular de San Juan              | 1000       | 1918         | 1997                                                       | Funicular      | 0,50          |
| Cremallera de Nuria | Cremallera de Nuria                | Cremallera de Nuria                | 1000       | 1931         | 1984                                                       | Cremallera     | 12,5          |
| Telecabina de la Coma del Clot | Telecabina de la Coma del Clot     | Telecabina de la Coma del Clot     | 361        | 1988         | 1988                                                       | Telecabina     | 0,66          |
| Funicular de Gélida | Funicular de Gélida                | Funicular de Gélida                | 1000       | 1924         | 1982                                                       | Funicular      | 0,88          |
| Funicular de Vallvidrera | Funicular de Vallvidrera           | Funicular de Vallvidrera           | 1000       | 1906         | 1979                                                       | Funicular      | 0,74          |
| Teleférico Olesa-Esparraguera | Teleférico Olesa-Esparraguera      | Teleférico Olesa-Esparraguera      | 55,51      | 2005         | 2005                                                       | Teleférico     | 1             |
| Ferrocarril Turístico del Alto Llobregat | Tren del Ciment                    | Tren del Ciment                    | 600        | 2005         | 2005                                                       | Tren turístico | 3,5           |
| Telecabina de la Molina - Alp 2500 | Telecabina de la Molina - Alp 2500 | Telecabina de la Molina - Alp 2500 |            | 1999         | 1999                                                       | Telecabina     | 2,8           |
| 1. diámetro del cable; 2. Ferrocarril de Sarriá a Barcelona; 3. Caminos de Hierro del Nordeste de España 4. Compañía General de los Ferrocarriles Catalanes (Carrilet) 5. Ferrocarril Central Catalán 6. L6, L7 y L8 con la nomenclatura U6, U7 y S3. |                                    |                                    |            |              |                                                            |                |               |

## Nomenclatura de las líneas
La compañía opera dos de las redes de líneas de cercanías de Barcelona. Todas las vías están electrificadas.
El sistema de numeración de estas líneas se divide en:
- L (de línea), que corresponde a las líneas que funcionan como parte de la red de metro de Barcelona (que consiste en 12 líneas actualmente, de las cuales de la 1 a la 5 y de la 9 a la 11 son operadas por TMB y de la 6 a la 8 y la 12 por FGC).
- S (de suburbano), que corresponde a las líneas que operan desde Barcelona hasta las zonas 2 y 3 designadas por la ATM, Autoridad del Transporte Metropolitano, que unifica las tarifas y organiza las zonas de los municipios que lo componen. Son todas operadas por FGC.
- R (de Rodalia, cercanías), que corresponde a las líneas interurbanas que sobrepasan la zona 3 del sistema de la ATM. El área metropolitana de Barcelona cuenta con 8 líneas de cercanías, de las cuales de la 1 a la 4, la 7 y la 8 son operadas por Renfe, y la 5 y la 6 por FGC.
- RL (de Regional de Lérida) denominación para el trayecto de la Línea Lérida-Puebla de Segur toda entera. También (de Rodalia de Lleida, Cercanías de Lérida) denominación para el trayecto de la misma Línea Lérida-Puebla de Segur hasta  Balaguer La infraestructura es propiedad de FGC y gestionada por Renfe Operadora hasta 2016. Desde entonces, con la entrada en servicio de los nuevos trenes propiedad de FGC es gestionada y operada en su totalidad por FGC. Próximamente también gestionará el servicio entre Lérida y Manresa.

## Líneas del metro de Barcelona

### Línea 6

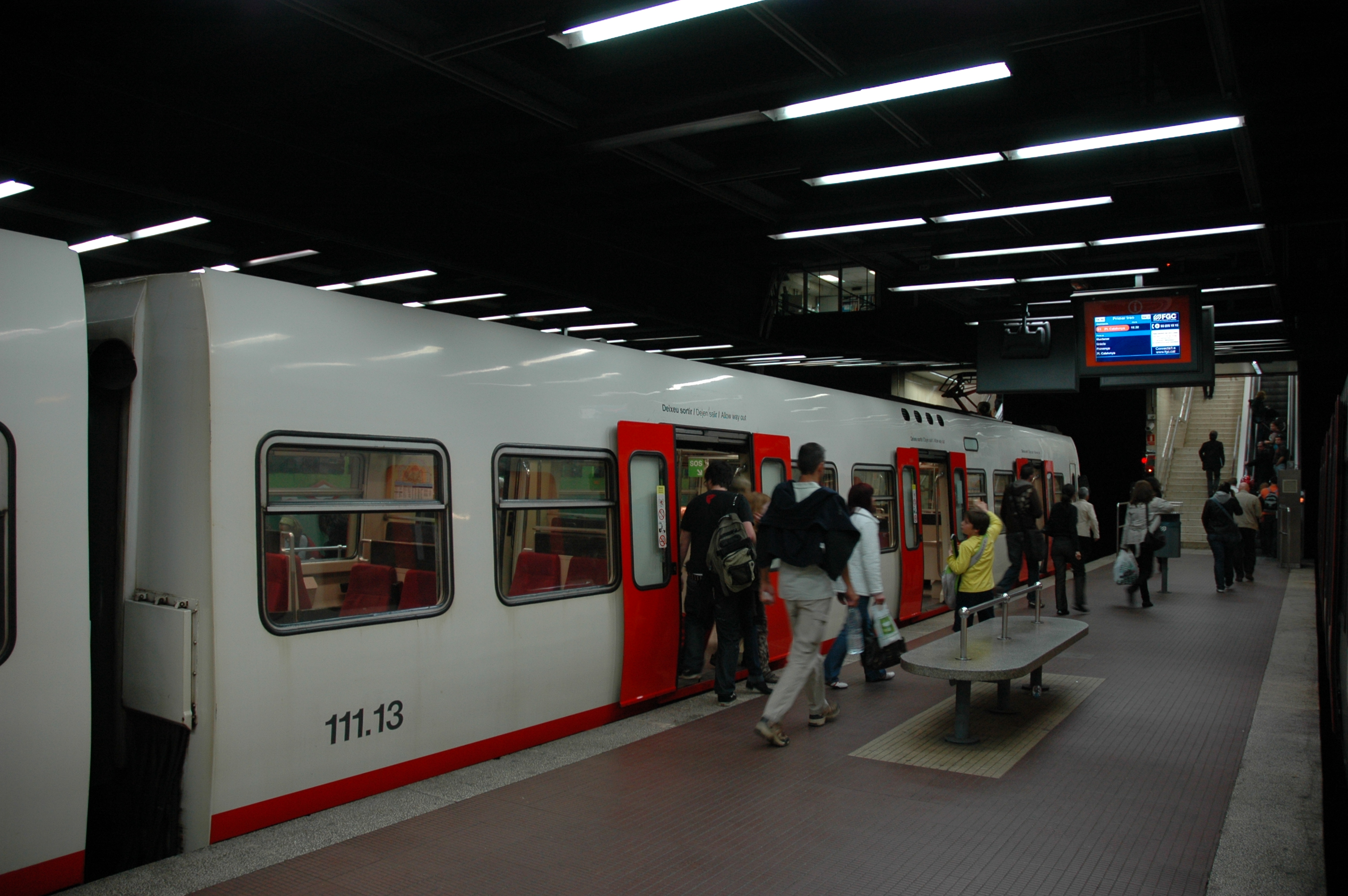
Una unidad 111 (ya retirada) en la estación terminal de Sarriá.

La L6 es la nueva denominación que recibe la línea de los FGC desde Plaza de Cataluña hasta Sarriá. Gracias al aumento de frecuencias y a la integración tarifaria con TMB, se ha pasado a considerarla una línea de metro más.
La L6 comparte vías con la L7 hasta llegar a Gracia y con las líneas suburbanas de FGC hasta Sarriá, muchos de los trenes de estas líneas suburbanas son semidirectos a lo largo del recorrido de la L6.

### Línea 7

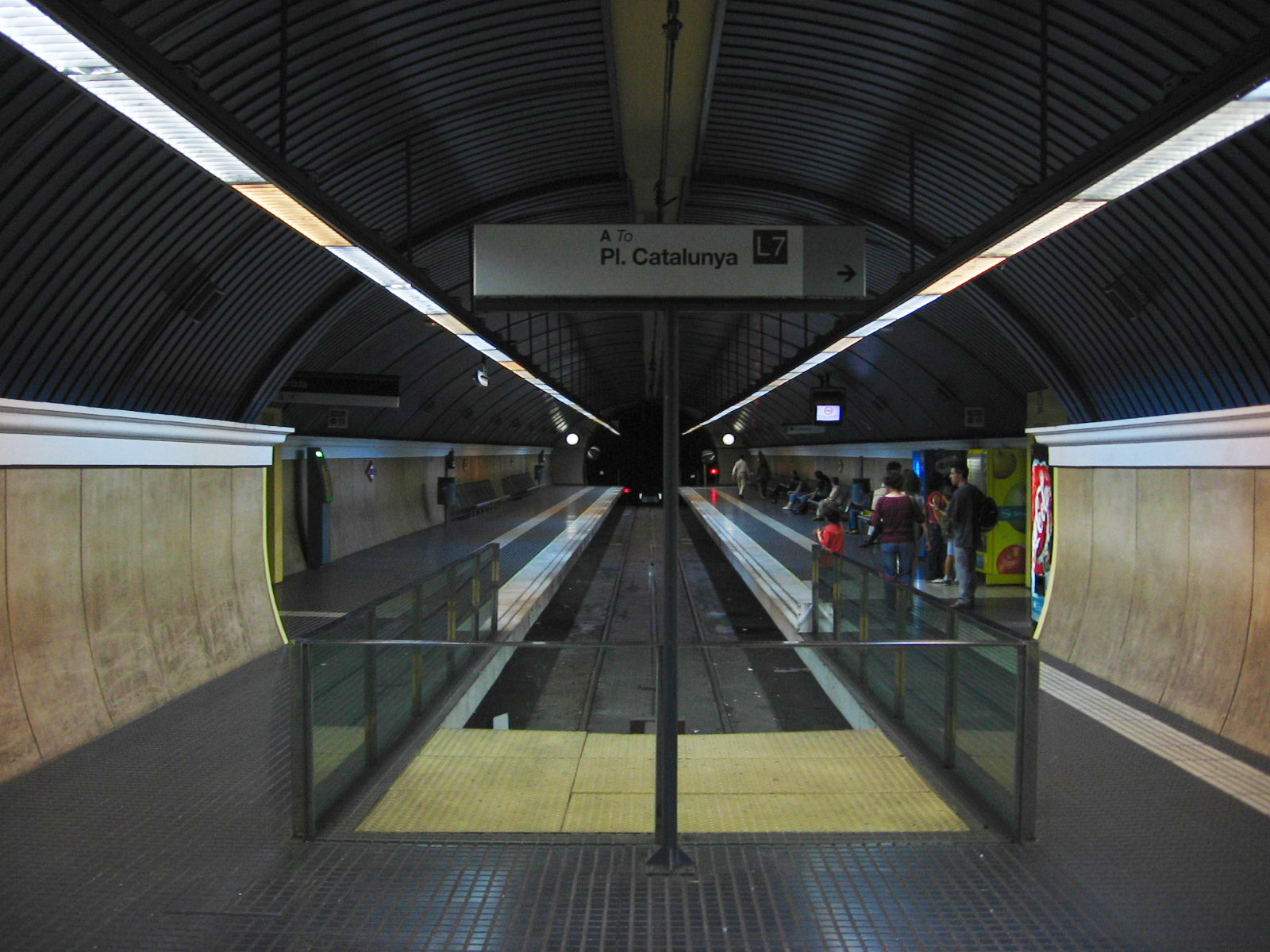
La estación de Avenida de Tibidabo es de las pocas estaciones de los FGC en Barcelona con una sola vía.

La L7 (o Línea de Balmes) es el nombre que ha recibido el servicio de metro que realizan los trenes de la línea del Vallés de FGC que toman el ramal de la Avenida de Tibidabo, al pie de esta montaña. Es una línea situada íntegramente en la ciudad de Barcelona y comparte el tramo Plaza Cataluña - Gracia con la L6 y el resto de líneas suburbanas de los FGC.

### Línea 8

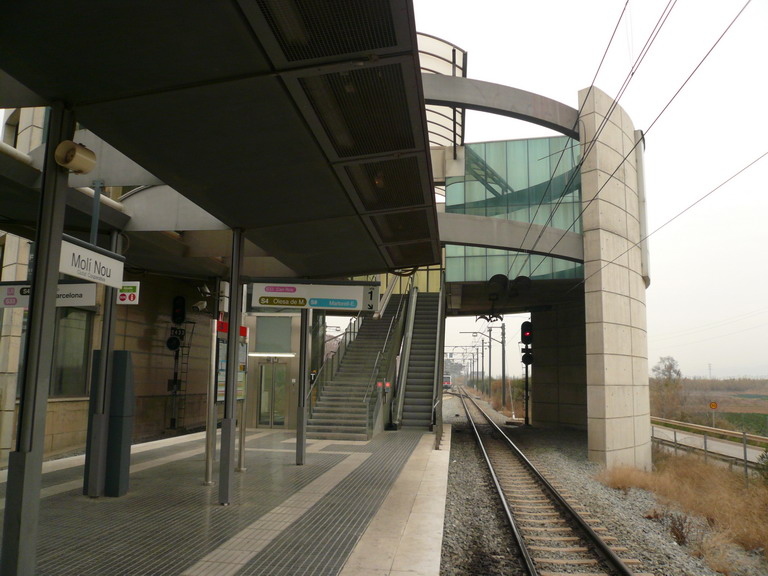
Estación de Molí Nou.

La L8 (o Metro del Bajo Llobregat) es el nombre que ha recibido el servicio de metro que realizan los trenes de la línea Llobregat - Anoya de FGC que toma el ramal en común desde Barcelona Pl. España hacia Olesa de Montserrat. Esta línea comparte todo el tramo o recorrido de Plaza España a Molí Nou - Ciudad Cooperativa con el resto de líneas suburbanas y líneas de cercanías de los FGC. Esta línea se prolongará desde Plaza España hasta Gracia, creándose así una conexión entre las dos líneas gestionadas por FGC en esa estación.

### Línea 12

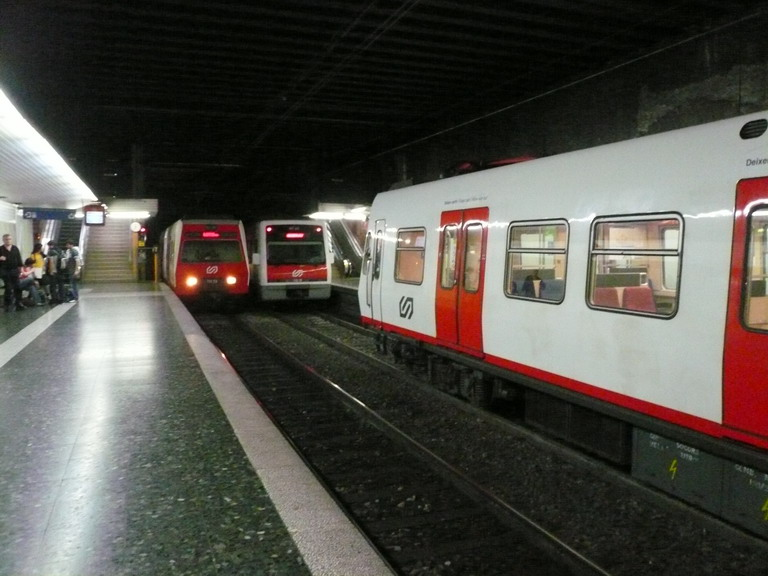
La estación terminal de Reina Elisenda de noche se usa como depósito de trenes. En la foto dos unidades 111 y una unidad 112.

La L12 es la nueva denominación que recibe el antiguo ramal de la L6 de los FGC, desde Sarriá hasta Reina Elisenda, como tren lanzadera.

## Línea Barcelona-Vallés
La línea Barcelona-Vallés es una línea de ancho de vía internacional formada por un tronco y cuatro ramales. La estación terminal sur se encuentra en Barcelona, en la estación de Plaza de Cataluña, y el resto de estaciones terminales se encuentran dos en Barcelona (Av. Tibidabo y Reina Elisenda) y dos en la comarca del Vallés Occidental (Sabadell y Tarrasa). La línea está compuesta por los siguientes servicios (5) que se engloban en dos nombres comerciales:
- Línea de Balmes, o L7, es una línea del metro de Barcelona que transcurre íntegramente por el municipio de Barcelona. Comparte túnel con los servicios del Metro del Vallés desde la Plaza de Cataluña hasta Gracia, donde se bifurca para llegar hasta la estación de Avinguda de Tibidabo.
- Metro del Vallés: engloba los servicios L6, L12, S1 y S2.
  - L6: es una línea del metro de Barcelona que transcurre íntegramente por el municipio de Barcelona. Comparte túnel con el resto de servicios desde la Plaza de Cataluña hasta Sarriá.
  - L12: Es un servicio de tren lanzadera desde Sarriá para dirigirse hasta Reina Elisenda.
  - S1: es una línea suburbana que conecta la Plaza de Cataluña con Tarrasa-Naciones Unidas, comparte túnel y vías con el servicio de Sabadell hasta la estación de San Cugat Centro.
  - S2: es una línea suburbana que conecta Plaza de Cataluña con Sabadell - Parque del Norte.

## Línea Llobregat-Noya
La línea Llobregat-Noya es una línea de ancho de vía métrica (1000 mm) formada por un tronco y dos ramales. La terminal en Barcelona se encuentra en la estación de Plaza España, y el resto de estaciones terminales de la línea se encuentran en las comarcas del Bajo Llobregat, Bages y Noya. Además de los trenes de pasajeros, la línea también está compuesta por una serie de ramales para mercancías que conectan la Seat, en Martorell, con el Puerto de Barcelona (que diverge de la línea principal en la Cornellá-Riera). La línea está compuesta por los siguientes servicios (7) que se engloban en tres nombres comerciales:
- Metro del Baix Llobregat: engloba los servicios L8, S3, S4, S8 y S9 y comparten vías.
  - L8: es una línea del metro de Barcelona que une Plaza España (Barcelona) con Molí Nou-Ciudad Cooperativa (San Baudilio de Llobregat).
  - S3: línea suburbana que conecta Plaza España con Can Ros (San Vicente dels Horts).
  - S4: línea suburbana que conecta Plaza España con Olesa de Montserrat, el tramo entre Olesa y Martorell Enlace circula por el ramal que se dirige a Manresa y comparte vías con el servicio R5.
  - S8: línea suburbana que conecta Plaza España con Martorell Enlace.
  - S9: línea suburbana que conecta Plaza España con Cuatro Caminos (San Vicente dels Horts).
- Metro comarcal del Bages: R5 y R50, línea de Cercanías que conecta Plaza España con Manresa-Apeadero.
- Metro comarcal de Noya: R6 y R60, línea de Cercanías que conecta Plaza España con Igualada.

## Línea Lérida-La Puebla de Segur
El 1 de enero de 2005 se transfirió la línea de Lérida a Puebla de Segur desde Renfe. Esta línea se ha remodelado en dos fases, de Lérida a Balaguer y de Balaguer a La Puebla de Segur, creando un sistema de cercanías entre Lérida y Balaguer, renovando el material en circulación. Se contempla la posibilidad de extender la línea hasta Francia.
Desde 2016, FGC, con el trazado ya renovado y operando el servicio con trenes propios, ofrece diez circulaciones diarias entre Lérida y Balaguer y cuatro trenes por sentido entre Lérida y La Puebla de Segur. Estos servicios están realizados con trenes diésel de la serie 331 de FGC.
Además de la renovación del trazado se han remodelado algunos apeaderos y estaciones. Procedente de Lérida, las estaciones y apeaderos que encontramos en la línea son:
- Lérida Pirineos (correspondencia con AVE, Media Distancia y Grandes Líneas Renfe)
- Alcoletge (Apeadero)
- Villanueva de la Barca (Apeadero)
- Térmens (Apeadero)
- Vallfogona de Balaguer (Apeadero con parada facultativa)
- Balaguer
- Gerb (Apeadero con parada facultativa)
- San Lorenzo de Montgai
- Villanueva de la Sal (Apeadero con parada facultativa)
- Santa Liña (Apeadero con parada facultativa)
- Àger (Apeadero)
- Cellers-Llimiana (Apeadero)
- La Guàrdia de Tremp (Apeadero con parada facultativa)
- Palau de Noguera (Apeadero con parada facultativa)
- Tremp
- Salàs de Pallars (Apeadero con parada facultativa)
- La Puebla de Segur

Toda la línea es de vía única sin electrificar, y la mayoría de las paradas que hacen los trenes son en apeaderos, muchos de ellos con parada facultativa (los pasajeros tienen solicitar parada, es decir: deben avisar al personal del tren en que viajan que desean bajar en la siguiente estación o apeadero, porque de lo contrario el tren seguiría sin efectuar parada).
Algunos apeaderos están muy alejados del casco urbano del municipio que les da nombre. Por ejemplo, el apeadero de Àger está a 9 km del centro del pueblo.

## Línea Lérida-Manresa
El 1 de enero de 2024 se transferirá la línea de Lérida a Manresa desde Renfe. Esta línea se remodelará en dos fases, de Lérida a Cervera y de Cervera a Tarrasa, creando un sistema de cercanías entre Lérida y Cervera, renovando el material en circulación. Esto permetrá una mayor conexión entre algunas de las principales ciudades de la provincia: Lérida, Mollerusa, Tárrega y Cervera.

## Tren cremallera

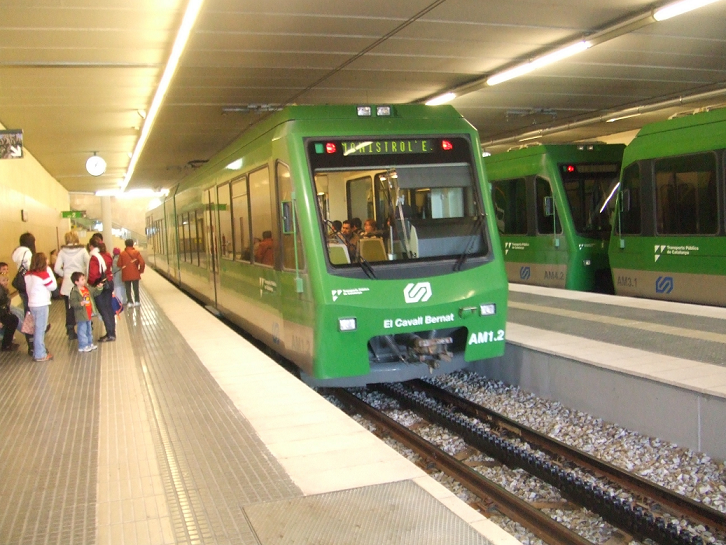
Cremallera en la estación de Montserrat.

FGC opera dos líneas de montaña, ambas construidas en el sistema llamado tren cremallera:
- El Tren cremallera de Montserrat conecta la estación de Monistrol de Montserrat (en las líneas R5 y R50) con el monasterio situado en lo alto de la montaña de Montserrat. La línea se reabrió en 2003, aunque originalmente fue inaugurada en 1892 y cerrada en 1957.
- El Tren cremallera del Valle de Nuria circula por el Valle de Nuria en el Pirineo, al norte de Cataluña. Fue construido en 1931 y desde entonces se han renovado las instalaciones y el material rodante. Está gestionado por FGC junto a la estación de esquí de La Molina.

## Funicular
FGC también opera dos líneas de funicular situadas en Montserrat y que enlazan zonas de dicha montaña con la estación del tren cremallera:
- El Funicular de San Juan fue construido en 1918 y conecta el monasterio con la ermita de Sant Joan situada a más de 1000 m de altitud. Circula por 503 m de vía con una pendiente de hasta el 65%. En 1926 fue remodelado y ampliado debido a su popularidad, y en 1997 se dotó de nuevos vehículos que permiten vistas panorámicas.
- El Funicular de La Santa Cueva se construyó en 1929 y recorre 262 m con un desnivel de 118 m. Enlaza la zona del monasterio con una zona próxima a la Santa Cova (Santa Cueva). Fue renovado en 1963 y 1991.

También opera un funicular en la ciudad de Barcelona:
- El Funicular de Vallvidrera que une la estación de Peu del Funicular con el barrio de Vallvidrera en la parte superior de la Sierra de Collserola.

Y finalmente otro situado en la población de Gélida:
- El Funicular de Gelida inaugurado en 1924, conecta la estación de tren del municipio de Gélida con el centro urbano, salvando un desnivel de 110 metros.

## Ferrocarril turístico del Alto Llobregat
El Ferrocarril turístico del Alto Llobregat, o tren del Cemento, es una línea turística en ancho de vía de 600 mm entre Guardiola y Castellar de Nuch, en la parte alta del río Llobregat.

## Futuro de la red
- Prolongación de la línea 8 en Barcelona desde Plaza España a Gracia para conectarse con la línea Barcelona-Vallés.
- Prolongación del ramal de la línea Barcelona-Vallés desde Reina Elisenda hasta Finestrellas -San Juan de Dios (enlazando con la prolongación de la línea 3).
- Integraciones ferroviarias en las ciudades de Manresa e Igualada.
- Estudio de una nueva conexión de la línea Barcelona-Vallés, mediante un nuevo túnel bajo Collserola.
- Desarrollo de aparcamientos disuasorios en las estaciones de la red.
- Nuevos servicios entre Lérida y Manresa.
- Nueva lanzadera ferroviaria entre Barcelona y el Aeropuerto de El Prat.
- Construcción del Tranvía del Campo de Tarragona.
- Nuevo esquema de explotación ferroviaria en la línea Llobregat-Noya.
- Establecimiento de un sistema de servicios regionales de altas prestaciones (alta velocidad) entre Cataluña y Occitania.
- Estudio de la construcción del Metro del Delta del Llobregat (línea Barcelona-Cornellà de Llobregat-Castelldefels).